# 顺从 (BDSM)
顺从（英语：bottom或submissive，为在BDSM中被动方。伙伴为主导方。
顺从的行为包括鞭打，奴役和屈辱，可以通过束缚，制造顺从方的痛苦，顺从还包括受到的惩罚和羞辱。